# Héraclitéisme
L'héraclitéisme est d'abord défini par le Dictionnaire des concepts comme la doctrine du devenir chez Héraclite et plus loin l'héraclitéisme n'est pas seulement un mobilisme universel, auquel on a voulu le réduire, mais il est aussi « un essai d'explication systématique dans le plus pur style ionien, de la matière du monde et de ses transformations ». La tradition retient un certain nombre de termes (Logos, Polemos, Un-Tout, feu, devenir...) dont elle attribue la paternité philosophique à Héraclite, en opposition à son presque contemporain, Parménide, penseur de l'Être et de la vérité immuable. Mais c'est surtout les thèmes du mobilisme universel et du devenir que cette tradition a retenu. L'influence d'Héraclite s'est exercée sur de nombreux philosophes dont parmi les plus grands et les plus contemporains :  Hegel, Nietzsche, Eugen Fink, Martin Heidegger.  Philippe Choulet évoque une liste des mythologies récentes qui font d’Héraclite un totem et un fétiche : Heidegger, Beaufret, Char, Borges, Queneau, entre autres. En fonction des thèmes ci-après retenus, l'article présente quelques aperçus sur la place d'Héraclite dans l'histoire de la philosophie.

## Unité du microcosme et du macrocosme

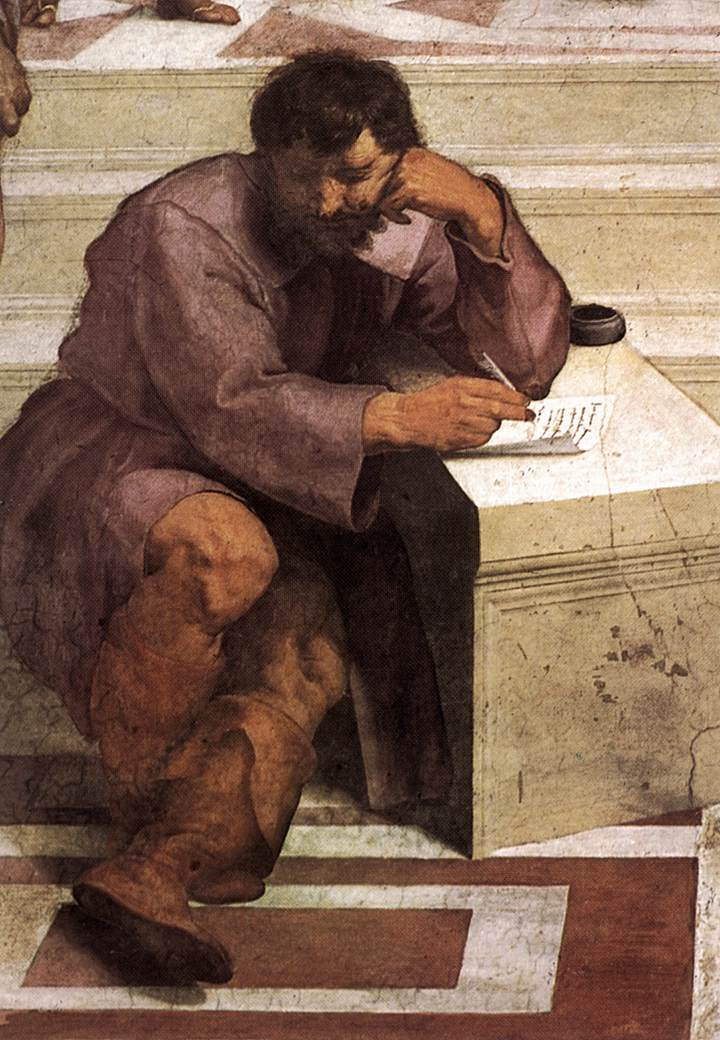
« Héraclite l'Obscur », détail de L'École d'Athènes de Raphaël, 1509

Héraclite pense l'homme comme étant composé des mêmes éléments que ceux qui structurent le cosmos obéissant aux mêmes lois. Cette conception d'une unité harmonique domine tout le Moyen Âge jusqu'à la Renaissance.
Toutefois dès l'origine, à partir de Platon, l'intuition héraclitéenne de l'unité essentielle entre ce qui « apparaît » et l'« apparaître » se perd. La pensée aura progressivement tendance à ne s'intéresser qu'à l'étant en ignorant dorénavant la dynamique conflictuelle et « polémique » qui est à la base de son surgissement.
Eugen Fink, est le philosophe contemporain  qui soutient explicitement une vision cosmologique du monde qui rappelle Héraclite. Selon Natalie Depraz  Fink médite, principalement la question de l'origine du monde, qui lui apparaît comme la question phénoménologique fondamentale. Fink écrit dans son livre Le Jeu comme symbole du monde (p. 36) : « ce n'est pas à partir d'un rapport avec un étant intra-mondain, que les dieux et les hommes sont ce qu'ils sont, ils le sont à partir du rapport avec le feu mondain toujours vivant qui donne à chaque chose individuelle le contour fini de son apparence, lui attribue forme, lieu et durée, l'asseoit dans le présent et l'en enlève », cité par Adriano Ardovino. 
Pour Heidegger l'« Unité », en tant que « Un-Tout » n'est pas à rechercher dialectiquement à la manière de la dialectique hégélienne, l'Unité est originaire et essentielle dans la dimension de la co-appartenance au sein de l'idée de « Logos » . C'est aussi à travers la métaphore de l' « éclair » qui illumine en un instant, de son rayon, toute la scène des êtres comme dans la caverne platonicienne, et non en faisant appel à l'image éclatante du soleil qui déploie lentement sa lumière dans la stabilité du jour, que Héraclite perçoit l'unité du Tout, Τα Πάντα , image de l'éclair et de la foudre dont Heidegger va se saisir comme une anticipation pré-socratique de l'événementialité de son  Ereignis  voir aussi les  Apports à la philosophie : De l'avenance.

## Mobilisme
On connaît la formule célèbre « Panta rei »  Πάντα ῥεῖ) »  qui, en grec ancien, signifie littéralement « Toutes les choses coulent » (dans le sens de « Tout passe »). « On ne peut pas descendre deux fois dans le même fleuve » (fragment 91). Une telle vision du monde, qui a fait le succès d'Héraclite, s’appuie sur la transformation incessante des êtres et des choses. Le devenir étant la perpétuelle transformation de la substance fondamentale. C'est aussi à trois autres thèmes que cette pensée doit sa fortune philosophique, à savoir l'accent mis sur un cosmos vivant en guerre avec lui-même, Πόλεμος / Pólemos, une nature qui aime à se cacher (fragment 123), un monde imprévisible ( fragment 52  : "Le temps est un enfant qui joue au trictrac"). Le royaume du temps est celui d'un enfant. On a coutume sur cette base, d'opposer Héraclite comme philosophe du mouvement universel à Parménide, philosophe de l'immobilité radicale de l'Être. 
Frédérique Ildefonse considère que l'invention de la doctrine platonicienne des Idées ou Formes intelligibles serait une réponse aux arguments d'Héraclite, suivant lesquels toutes les choses sensibles sont dans un flux perpétuel. Pour Platon, s'il doit y avoir science de quelque chose, il doit exister certaines autres réalités en dehors des natures sensibles, des réalités stables, car il n'y ne peut pas y avoir science de ce qui est en perpétuel écoulement.
À l'inverse, « l’intérêt d’Héraclite, selon Nietzsche, est d’initier une pensée du devenir permettant l’historicisation des problèmes philosophiques, même ceux de la connaissance ». « Dans les premiers textes de Nietzsche, les titres où il est question d’Héraclite sont ceux-ci : La Philosophie à l’époque tragique des Grecs (1873), § 5-8 ; La Vision dionysiaque du monde ; L’État chez les Grecs ; La Joute chez Homère ; et Vérité et Mensonge au sens extra-moral (1873) et La Naissance de la tragédie (1872) ».
Heidegger critique l'idée d'une opposition frontale entre Héraclite et Parménide. Jean Beaufret, remarque comment Heidegger prend appui sur plusieurs fragments pour contester la doctrine du mobilisme universel. Dans le Dictionnaire, il évoque plutôt la « dissolution » de ce concept dans  quelques autres fragments : à l'écoulement des eaux s'oppose la permanence du fleuve. Plus radicale que le mouvement serait donc, chez Héraclite, la permanence des mesures qui ne cessent de le régir.

## Conflit
« En privilégiant le feu et une dunamis guerrière diffuse dans toutes les parties d'un monde en perpétuel mixtion [...], l'héraclitéisme est posé, tout particulièrement chez Hegel comme la forme même de toute pensée dialectique ».
Fink propose, pour sa pensée, un point de départ «cosmologique» en cherchant à élucider la pensée héraclitéenne de l’«Un-tout» à travers une approche du «feu» et des antagonismes au centre desquels se trouve la « foudre » et le «feu». Le feu est le principe de toutes choses. Il est en soi un dieu selon Héraclite. Il est la réalité du mouvement, et l'état premier et dernier du cosmos à travers ses cycles.
Nietzsche privilégie la pensée du conflit. « Chaque chose, chaque être, le monde lui-même, est une lutte de contraires, le lieu d’une joute. Cette idée est une idée “divine” : seul le Dieu voit l’harmonie des contraires, invisible aux humains, et seul Héraclite l’a comprise » .
.

## Nécessité et innocence du devenir
Ce double thème de la nécessité et de l'innocence du devenir que l'on doit à Héraclite traverse les philosophies de Schopenhauer, Hegel, Nietzsche.
Parmi les idées héraclitéennes qui ont pu séduire Nietzsche on note avec  Philippe Choulet  l’« éclair divin » d’Héraclite, sur le fond de la nuit mystique d’Anaximandre : Héraclite n’est pas un penseur argumentatif et “raisonneur”. Héraclite, c’est un instinct, une intuition [...] Cette puissance de l’intuition rend possible l’art de la contradiction, d’une combinaison des contraires, et s’y exprime. Et pourtant, l'« héraclitéisme »  deviendra avec Hegel « la forme même de toute pensée dialectique » : le « devenir » comme première détermination de la pensée concrète et de la vérité. 
Tout en s'opposant au rationalisme desséchant de Hegel, Arthur Schopenhauer voit le monde comme la manifestation « d'une volonté aveugle, unique pour tous les êtres, qui produit sans raison et sans but ». « Le monde en tant qu'objet, n'est, comme l'a vu Kant, que ma représentation ».
S'agissant de Nietzsche l'influence d'Héraclite est encore plus consciente et plus forte.« Pour comprendre les modifications de points de vue, les durcissements, les crises d’humeur – qu’il y a chez Nietzsche, notamment le jeu cohérent et fécond des contraires il faut s'en référer à l'héritage héraclitéen » écrit Philippe Choulet. Héraclite permet à Nietzsche, de dégager des affinités électives cachées . « Héraclite serait à l’origine d’une grande idée nietzschéenne, l’« innocence du devenir », qui culmine dans le Gai Savoir et le Zarathoustra ». 
Comme autre point de convergence avec Nietzsche : « aux yeux d’Héraclite, naître, c’est assumer le Multiple hors de l’Un (à partir du Deux), c’est aimer son destin, même douloureux, c’est entrer dans une nécessité qui est au-delà du juste et de l’injuste, uniquement parce qu’elle n’est qu’une seule justice : l’Un est le Multiple, le Multiple n’est pas une chute hors de l’Un. Inutile donc de juger moralement l’hybris, si le devenir ne saurait être criminel ou “méchant”. Ce sévère So ist es prépare la pensée de l’« amor fati » ».

## Unité et multiplicité
« La philosophie est pour Hölderlin, comme la poésie, la connaissance héraclitéenne de l’unité des contradictoires » écrit Émile Bréhier.
Nietzsche n’hésite pas à coller des étiquettes héraclitéennes à la musique qui incarnait à ses yeux l’essence allemande, celle de Wagner [...] Entre Héraclite l’artiste et Wagner le révolutionnaire, il y a des affinités électives .  
La vision héraclitéenne du cosmos comme une multiplicité de choses qui surgissent sur la scène du monde (qu'elles soient présentes ou absentes, opposées et contraires), et qui toutes arrivent en présence dans le présent, pour être « ressaisies en un éclair unifiant », recueillies et hébergées dans l'unité de l'horizon ouvert, sera ressaisie dans l'unité sous-jacente que Heidegger désigne d'abord comme le « là », du Dasein en quoi il est qualifié de « berger de l'être », ou plus tard l'« Ereignis ».

## Le nature aime à se cacher
L’interrogation permanente de Heidegger est axée sur le logos et l’aléthéia, qui donnent leur titre et leur thème aux deux célèbres études sur Héraclite recueillies dans Essais et conférences.
Ainsi il attache une particulière importance au fragment 123, qui déclara « Φύσις κρύπτεσθαι φιλεῖ », soit « la nature aime à se cacher », sentence trop trivialement interprétée  par la communauté philosophique comme signifiant poétiquement la pénibilité du savoir et de l'apprentissage, alors que pour Heidegger, cette sentence pourrait exprimer l'essence profonde de alètheia, à savoir que le dévoilement implique nécessairement et simultanément le voilement ,.
Cette co-appartenance entre «« éclosion »» et « occultation » n'est pas un jeu dialectique, ni une simple apposition de contraires; mais, comme nous le précise Martin Heidegger, une dynamique propre qui nous force à penser l'occultation et le non-être, comme une part essentielle de la Phusis , (la nuit du jour, la guerre de la paix, la disette de l'abondance), qui seule lui garantit d'être ce qu'elle est. Dans cette pensée originaire le non-être est constitutif de l'être, et c'est ceci qui est pensé dans la sentence énigmatique héraclitéenne. Avec la φύσις, Héraclite, selon Heidegger, nomme ainsi la « perpétuelle éclosion ».toujours émergeant et toujours s’épanouissant, la φύσις reste elle-même, en elle-même ; c'est en ce sens qu'elle peut être aussi pensée, comme un combat Πόλεμος / Pólemos chez Héraclite, comme chez Anaximandre, l'autre grand pré-socratique ; comme une lutte entre puissances opposées, celles de la présence et celles de l'absence (puissance de la nuit et du jour, de la famine et de l'abondance, de la guerre et de la paix), aléthéia et phtora, du retrait des étants contre le non retrait, pour leur maintien dans l'ouvert (le non retrait). 
Plus énigmatique encore, l'insistance de Heidegger, à présenter l'alètheia, non seulement comme ayant besoin de l'occultation pour briller (le jour a besoin de la nuit) ce qu'elle serait si elle était une simple ouverture mais « comme dévoilement de l'occultation elle-même ».

## Jeu de l'homme et jeu du monde
« Le jeu des contraires, du Feu et de l’Aiôn (« le beau jeu innocent de l’Aiôn ») ordonnent toujours, au fond, le cosmos ».
Nietzsche se reconnaît dans Ainsi parlait Zarathoustra l'héritier d'Héraclite « en ceci que je considère le monde comme un jeu divin par-delà le bien et le mal, j'ai pour précurseurs la philosophie de Vedanta et Héraclite. »
De son côté, Eugen Fink retrouve la puissance fondamentale qui anime le Cosmos qu'Héraclite a caractérisé comme Logos mais aussi comme Jeu écrit Serge Meitinger. Serge Meitinger écrit à propos de l'usage de cette notion par Eugen Fink « Eugen Fink se refuse à penser comme deux entités séparées le jeu de l'homme dans sa vie quotidienne et le jeu donné pour celui du monde [...] l'unité du jeu , il la trouve en la notion de monde comme cosmos (c'est-à-dire ordonnance) et totalité (c'est-à-dire comme Un et Tout se faisant) le monde n'étant jamais un objet placé devant nous mais la région de toutes les régions, le temps de tous les temps. Ce faisant Eugen Fink laisse résonner la parole d'Héraclite ».